# Centropyge vrolikii
Centropyge vrolikii är en fiskart som först beskrevs av Pieter Bleeker, 1853.  Centropyge vrolikii ingår i släktet Centropyge och familjen Pomacanthidae. IUCN kategoriserar arten globalt som livskraftig. Inga underarter finns listade i Catalogue of Life.